# Medan

Biểu tượng của thành phố Medan

Medan, thành phố ở phía Tây Indonesia, thủ phủ của tỉnh Bắc Sumatra, nằm trên hòn đảo Sumatra. Medan toạ lạc tại hợp lưu của các sông Deli và sông Babura gần Belawan (cảng của Medan trên Eo biển Malacca). Thành phố này lớn nhất trên đảo Sumatra và là một trung tâm đường bộ ở vùng Deli. Thành phố được kế nối bằng đường sắt về phía Bắc và đường bộ về các khu nghỉ mát của khu vực hồ Toba. Medan là trung tâm sản xuất thuốc lá, chế biến chè, máy móc, sản phẩm sợi, gốm sứ, gạch ngói, xà phòng. Thành phố này là trung tâm mua bán các sản phẩm của khu vực này như: cao su, trà, dầu cọ, sợi, cà phê, và lâm sản. Các mỏ dầu cũng gần đấy. Cảng Belawan, hay Belawan Deli, là nơi chuyên chở cao su, thuốc lá, dầu cọ, gia vị, cùi dừa khô và sơij. Medan có Đại học Bắc Sumatra (1952), Đại học Hồi Giáo Bắc Sumatra (1952), cung điện và tư dinh của sultan (tiểu vương) Deli, một nhà thờ Hồi Giáo lớn và một trạm nghiên cứu thuốc lá.